# Bad Boy (álbum de Ringo Starr)
| Críticas profissionais | Críticas profissionais |
| Avaliações da crítica  | Avaliações da crítica  |
| Fonte                  | Avaliação              |
| ---------------------- | ---------------------- |
| Allmusic               | link                   |
| Rolling Stone          | link                   |

Bad Boy é um álbum de Ringo Starr e foi lançado em 1978, durante um período em que sua carreira musical estava deslizando em queda livre após vários anos de sucesso solo. Embora Bad Boy foi concebido para inverter esta tendência, o sucesso de Starr diminuiu ainda mais.
Após o desastre comercial de Ringo the 4th (1977), Ringo e seu parceiro, Vini Poncia, decidiram criar um álbum menos exagerado, a fim de perder as qualidades e os excessos do seu antecessor. Ringo cantou músicas clássicas de outros artistas, sem convidar nenhum músico famoso para a gravação do álbum.
Os resultados mostravam, ao mesmo tempo uma melhora, mas ainda estava abaixo do que Starr esperava, resultando em um novo fracasso, com Bad Boy atingindo # 129 nos EUA.

## Faixas
| N.º | Título                             | Compositor(es)                            | Duração |  |
| 1.  | "Who Needs a Heart"                | Richard Starkey/Vini Poncia               | 3:48    |  |
| 2.  | "Bad Boy"                          | Starkey                                   | 3:14    |  |
| 3.  | "Lipstick Traces (On a Cigarette)" | Naomi Neville                             | 3:01    |  |
| 4.  | "Heart On My Sleeve"               | Benny Gallagher/Graham Lyle               | 3:20    |  |
| 5.  | "Where Did Our Love Go"            | Eddie Holland/Lamont Dozier/Brian Holland | 3:15    |  |
| 6.  | "Hard Times"                       | Peter Skellern                            | 3:31    |  |
| 7.  | "Tonight"                          | Ian McLagan/John Pidgeon                  | 2:56    |  |
| 8.  | "Monkey See - Monkey Do"           | Michael Franks                            | 3:36    |  |
| 9.  | "Old Time Relovin"                 | Richard Starkey/Vini Poncia               | 4:16    |  |
| 10. | "A Man Like Me"                    | Ruan O'Lochlainn                          | 3:08    |  |